# Cedric Price
Cedric Price FRIBA (* 11. September 1934 in Stone, Staffordshire; † 10. August 2003 in London) war ein britischer Architekt sowie Architekturlehrer und Fachautor.
Selbst Sohn eines Architekten, studierte Price Architektur am St John’s College der University of Cambridge (Abschluss 1955) und an der Architectural Association School of Architecture (AA) in London, wo er dem modernistischen Architekten und Stadtplaner Arthur Korn begegnete, der ihn stark beeinflusste.
Von 1958 bis 1964 unterrichtete Price an der AA und beim Council of Industrial Design. Später gründete er Polyark, ein Netzwerk von Architekturschulen. Als praktizierender Architekt arbeitete Price zunächst mit Maxwell Fry und Denys Lasdun, bevor er 1960 sein eigenes Büro gründete, in dem er mit Lord Snowdon und Frank Newby die Voliere für den London Zoo entwarf (1961). The Snowdon Aviary steht seit 1998 unter Denkmalschutz. Später arbeitete er auch mit Buckminster Fuller am Claverton Dome. Gemeinsam mit dem Büro Heinle, Wischer und Partner nahm Price 1972 an einem Wettbewerb für die Planung der Stuttgarter Innenstadt teil.
Eines seiner bekanntesten Projekte war der Fun Palace (1961), entwickelt gemeinsam mit der Theater-Regisseurin Joan Littlewood. Obwohl er nie verwirklicht wurde, beeinflussten seine flexible Raumgestaltung andere Architekten wie Richard Rogers und Renzo Piano, deren Centre Georges Pompidou in Paris viele von Prices Ideen weiterentwickelte. Price selber wandte sie in bescheidenerem Maßstab an beim Inter-Action Centre in Kentish Town, London (1971).
Von Price stammt auch die Idee für ein Riesenrad am Themse-Ufer, das inzwischen in Form des London Eye verwirklicht wurde.
Price war verheiratet mit der Schauspielerin Eleanor Bron.

## Zitat
„Technology is the answer. But what is the question?“